# 康斯坦丁·尤翁
康斯坦丁·费奥多罗维奇·尤翁（俄语：Константи́н Фёдорович Юо́н，1875年10月12日（24日）—1958年4月11日）是苏联画家、艺术家、布景设计师、艺术理论家。